# Provincia de Bugía
La Provincia de Bugía (en árabe: ولاية بجاية‎, en francés: wilaya de Béjaïa) es un valiato de Argelia, situado en la región de Cabilia. Su capital es la ciudad de Bugía. El valiato se extiende sobre 3.268km² y tiene una población de 915.819 habitantes.

## Localidades con población de abril de 2008
- Adekar 13,067
- Aït R'zine 14,563
- Aït-Smail 11,783
- Akbou 53,282
- Akfadou 7,358
- Amalou 8,602
- Amizour 37,562
- Aokas 15,989
- Barbacha 16,901
- Bugía 177,988
- Beni Djellil 7,795
- Beni Ksila 4,385
- Beni Maouche 13,412
- Beni Mellikeche 8,497
- Boudjellil 11,486
- Bouhamza 9,123
- Boukhelifa 8,766
- Chellata 9,770
- Chemini 15,274
- Darguina 14,146
- Draâ El-Kaïd 29,221
- El Kseur 29,842
- Fenaïa Ilmaten 11,825
- Ferraoun 15,482
- Ighil Ali 9,526
- Ighram 12,387
- Kendira 5,364
- Kherrata 35,077
- Leflaye 6,433
- M'cisna 7,941
- Melbou 11,396
- Oued Ghir 19,345
- Ouzellaguen 22,719
- Seddouk 20,573
- Semaoun 13,616
- Sidi Aïch 13,775
- Sidi Ayad 5,416
- Souk El Ténine 14,045
- Souk Oufella 8931
- Tala Hamza 11,675
- Tamokra 4,015
- Tamridjet 8,413
- Taourirt Ighil 6,653
- Taskriout 16,141
- Tazmalt 28,891
- Tibane 5,059
- Tichy 16,546
- Tifra 8,400
- Timezrit 25,853
- Tinabdher 5,815
- Tizi N'Berber 12,624
- Toudja 9,827

## División administrativa

División administrativa de la provincia de Bugía.

Se divide en 19 dairas (comarcas) y estas a su vez en 52 municipios. Localidades relevantes de esta región son: Akbou, Amizour y Kherrata.

## Economía
La Provincia de Bugía ha mantenido durante mucho tiempo la imagen de una región dedicada a la actividad industrial, siendo de hecho el primer centro de Argelia en la industria alimentaria, del embalaje y de la imprenta. La creación de nuevas zonas industriales en relación con el desarrollo portuario da un impulso al sector logístico, en particular con la presencia del puerto de Bugía, el segundo puerto a nivel nacional después del de Argel, mientras que el crecimiento urbano en el centro y al este de El departamento va acompañado del crecimiento de nuevas actividades que ya no son sólo industriales, sino también terciarias: grandes centros comerciales en Bugía, El Kseur, Akbou. Además, están presentes varias grandes empresas alimentarias, en particular el grupo Cevital, la lecheria Soummam, Danone, Ifri, Toudja, etc., con centros de producción, centros de investigación y oficinas centrales.